# Psittaculidae
Famille
Les Psittaculidae forment une famille d'oiseaux de l'ordre des Psittaciformes.

## Liste alphabétique des genres
Selon la classification de référence du Congrès ornithologique international (version 14.2, 2024) :
- genre Agapornis (9 espèces)
- genre Alisterus (3 espèces)
- genre Aprosmictus (2 espèces)
- genre Barnardius (1 espèce)
- genre Bolbopsittacus (1 espèce)
- genre Chalcopsitta (3 espèces)
- genre Charminetta (1 espèce)
- genre Charmosyna (3 espèces)
- genre Charmosynoides (1 espèce)
- genre Charmosynopsis (2 espèces)
- genre Coracopsis (4 espèces)
- genre Cyanoramphus (11 espèces)
- genre Cyclopsitta (4 espèces)
- genre Eclectus (5 espèces)
- genre Eos (6 espèces)
- genre Eunymphicus (2 espèces)
- genre Geoffroyus (3 espèces)
- genre Glossopsitta (1 espèce)
- genre Glossoptilus (1 espèce)
- genre Hypocharmosyna (2 espèces)
- genre Lathamus (1 espèce)
- genre Lophopsittacus † (1 espèce)
- genre Loriculus (15 espèces)
- genre Lorius (6 espèces)
- genre Mascarinus † (1 espèce)
- genre Melopsittacus (1 espèce)
- genre Micropsitta (6 espèces)
- genre Necropsittacus † (1 espèce)
- genre Neophema (6 espèces)
- genre Neopsephotus (1 espèce)
- genre Neopsittacus (2 espèces)
- genre Northiella (2 espèces)
- genre Oreopsittacus (1 espèce)
- genre Parvipsitta (2 espèces)
- genre Pezoporus (2 espèces)
- genre Platycercus (6 espèces)
- genre Polytelis (3 espèces)
- genre Prioniturus (10 espèces)
- genre Prosopeia (3 espèces)
- genre Psephotellus (4 espèces)
- genre Psephotus (1 espèce)
- genre Pseudeos (2 espèces)
- genre Psittacella (4 espèces)
- genre Psittacula (16 espèces)
- genre Psittaculirostris (3 espèces)
- genre Psitteuteles (1 espèce)
- genre Psittinus (2 espèces)
- genre Psittrichas (1 espèce)
- genre Purpureicephalus (1 espèce)
- genre Saudareos (5 espèces)
- genre Synorhacma (1 espèce)
- genre Tanygnathus (5 espèces)
- genre Trichoglossus (10 espèces)
- genre Vini (11 espèces)

## Liste des genres et espèces
Selon la classification de référence du Congrès ornithologique international (version 6.3, 2016) :
- genre Psittrichas Lesson, 1831
  - Psittrichas fulgidus (Lesson, 1830)
- genre Mascarinus Lesson, 1830 †
  - Mascarinus mascarinus (Linnaeus, 1771) †
- genre Coracopsis Wagler, 1832
  - Coracopsis vasa (Shaw, 1812)
  - Coracopsis nigra (Linnaeus, 1758)
  - Coracopsis barklyi Newton, E, 1867
- genre Micropsitta Lesson, 1831
  - Micropsitta keiensis (Salvadori, 1876)
  - Micropsitta geelvinkiana (Schlegel, 1871)
  - Micropsitta pusio (Sclater, PL, 1866)
  - Micropsitta meeki Rothschild & Hartert, 1914
  - Micropsitta finschii (Ramsay, EP, 1881)
  - Micropsitta bruijnii (Salvadori, 1875)
- genre Polytelis Wagler, 1832
  - Polytelis swainsonii (Desmarest, 1826)
  - Polytelis anthopeplus (Lear, 1831)
  - Polytelis alexandrae Gould, 1863
- genre Alisterus Mathews, 1911
  - Alisterus amboinensis (Linnaeus, 1766)
  - Alisterus chloropterus (Ramsay, EP, 1879)
  - Alisterus scapularis (Lichtenstein, MHK, 1816)
- genre Aprosmictus Gould, 1842
  - Aprosmictus jonquillaceus (Vieillot, 1818)
  - Aprosmictus erythropterus (Gmelin, JF, 1788)
- genre Prioniturus Wagler, 1832
  - Prioniturus mada Hartert, 1900
  - Prioniturus platurus (Vieillot, 1818)
  - Prioniturus waterstradti Rothschild, 1904
  - Prioniturus montanus Ogilvie-Grant, 1895
  - Prioniturus platenae Blasius, W, 1888
  - Prioniturus mindorensis Steere, 1890
  - Prioniturus verticalis Sharpe, 1893
  - Prioniturus flavicans Cassin, 1853
  - Prioniturus luconensis Steere, 1890
  - Prioniturus discurus (Vieillot, 1822)
- genre Eclectus Wagler, 1832
  - Eclectus roratus (Statius Müller, PL, 1776)
- genre Geoffroyus Bonaparte, 1850
  - Geoffroyus geoffroyi (Bechstein, 1811)
  - Geoffroyus simplex (Meyer, AB, 1874)
  - Geoffroyus heteroclitus (Hombron & Jacquinot, 1841)
- genre Psittinus Blyth, 1842
  - Psittinus cyanurus (Forster, JR, 1795)
- genre Tanygnathus Wagler, 1832
  - Tanygnathus megalorynchos (Boddaert, 1783)
  - Tanygnathus lucionensis (Linnaeus, 1766)
  - Tanygnathus sumatranus (Raffles, 1822)
  - Tanygnathus gramineus (Gmelin, JF, 1788)
- genre Psittacula Cuvier, 1800
  - Psittacula finschii (Hume, 1874)
  - Psittacula himalayana (Lesson, 1832)
  - Psittacula roseata Biswas, 1951
  - Psittacula cyanocephala (Linnaeus, 1766)
  - Psittacula alexandri (Linnaeus, 1758)
  - Psittacula derbiana (Fraser, 1852)
  - Psittacula longicauda (Boddaert, 1783)
  - Psittacula columboides (Vigors, 1830)
  - Psittacula calthrapae (Blyth, 1849)
  - Psittacula eupatria (Linnaeus, 1766)
  - Psittacula wardi (Newton, E, 1867) †
  - Psittacula krameri (Scopoli, 1769)
  - Psittacula eques (Boddaert, 1783)
  - Psittacula exsul (Newton, A, 1872) †
  - Psittacula caniceps (Blyth, 1846)
  - Psittacula bensoni (Holyoak, 1973) †
- genre Psittacella Schlegel, 1871
  - Psittacella brehmii Schlegel, 1871
  - Psittacella picta Rothschild, 1896
  - Psittacella modesta Schlegel, 1871
  - Psittacella madaraszi Meyer, AB, 1886
- genre Psephotus Gould, 1845
  - Psephotus haematonotus (Gould, 1838)
- genre Northiella Mathews, 1912
  - Northiella haematogaster (Gould, 1838)
  - Northiella narethae (White, HL, 1921)
- genre Psephotellus Mathews, 1913
  - Psephotellus varius (Clark, AH, 1910)
  - Psephotellus dissimilis (Collett, 1898)
  - Psephotellus chrysopterygius (Gould, 1858)
  - Psephotellus pulcherrimus (Gould, 1845) †
- genre Purpureicephalus Bonaparte, 1854
  - Purpureicephalus spurius (Kuhl, 1820)
- genre Platycercus Vigors, 1825
  - Platycercus caledonicus (Gmelin, JF, 1788)
  - Platycercus elegans (Gmelin, JF, 1788)
  - Platycercus venustus (Kuhl, 1820)
  - Platycercus adscitus (Latham, 1790)
  - Platycercus eximius (Shaw, 1792)
  - Platycercus icterotis (Temminck & Kuhl, 1820)
- genre Barnardius Bonaparte, 1854
  - Barnardius zonarius (Shaw, 1805)
- genre Lathamus Lesson, 1830
  - Lathamus discolor (Shaw, 1790)
- genre Prosopeia Bonaparte, 1854
  - Prosopeia splendens (Peale, 1848)
  - Prosopeia personata (Gray, GR, 1848)
  - Prosopeia tabuensis (Gmelin, JF, 1788)
- genre Eunymphicus Peters, JL, 1937
  - Eunymphicus cornutus (Gmelin, JF, 1788)
  - Eunymphicus uvaeensis (Layard, EL & Layard, ELC, 1882)
- genre Cyanoramphus Bonaparte, 1854
  - Cyanoramphus zealandicus (Latham, 1790) †
  - Cyanoramphus ulietanus (Gmelin, JF, 1788) †
  - Cyanoramphus saisseti Verreaux, J & Des Murs, 1860
  - Cyanoramphus forbesi Rothschild, 1893
  - Cyanoramphus cookii (Gray, GR, 1859)
  - Cyanoramphus subflavescens Salvadori, 1891 †
  - Cyanoramphus unicolor (Lear, 1831)
  - Cyanoramphus auriceps (Kuhl, 1820)
  - Cyanoramphus malherbi Souancé, 1857
  - Cyanoramphus novaezelandiae (Sparrman, 1787)
  - Cyanoramphus hochstetteri (Reischek, 1889)
  - Cyanoramphus erythrotis (Wagler, 1832) †
- genre Pezoporus Illiger, 1811
  - Pezoporus wallicus (Kerr, 1792)
  - Pezoporus flaviventris North, 1911
  - Pezoporus occidentalis (Gould, 1861)
- genre Neopsephotus Mathews, 1912
  - Neopsephotus bourkii (Gould, 1841)
- genre Neophema Salvadori, 1891
  - Neophema chrysostoma (Kuhl, 1820)
  - Neophema elegans (Gould, 1837)
  - Neophema petrophila (Gould, 1841)
  - Neophema chrysogaster (Latham, 1790)
  - Neophema pulchella (Shaw, 1792)
  - Neophema splendida (Gould, 1841)
- genre Oreopsittacus Salvadori, 1877
  - Oreopsittacus arfaki (Meyer, AB, 1874)
- genre Charmosyna Wagler, 1832
  - Charmosyna palmarum (Gmelin, JF, 1788)
  - Charmosyna rubrigularis (Sclater, PL, 1881)
  - Charmosyna meeki (Rothschild & Hartert, 1901)
  - Charmosyna toxopei (Siebers, 1930)
  - Charmosyna multistriata (Rothschild, 1911)
  - Charmosyna wilhelminae (Meyer, AB, 1874)
  - Charmosyna rubronotata (Wallace, 1862)
  - Charmosyna placentis (Temminck, 1835)
  - Charmosyna diadema (Verreaux, J & Des Murs, 1860) †
  - Charmosyna amabilis (Ramsay, EP, 1875)
  - Charmosyna margarethae Tristram, 1879
  - Charmosyna pulchella Gray, GR, 1859
  - Charmosyna josefinae (Finsch, 1873)
  - Charmosyna papou (Scopoli, 1786)
- genre Vini Lesson, 1833
  - Vini australis (Gmelin, JF, 1788)
  - Vini kuhlii (Vigors, 1824)
  - Vini stepheni (North, 1908)
  - Vini peruviana (Statius Müller, PL, 1776)
  - Vini ultramarina (Kuhl, 1820)
- genre Phigys Gray, GR, 1870
  - Phigys solitarius (Suckow, 1800)
- genre Neopsittacus Salvadori, 1875
  - Neopsittacus musschenbroekii (Schlegel, 1871)
  - Neopsittacus pullicauda Hartert, 1896
- genre Parvipsitta Mathews, 1916
  - Parvipsitta pusilla (Shaw, 1790)
  - Parvipsitta porphyrocephala (Dietrichsen, 1837)
- genre Lorius Vigors, 1825
  - Lorius garrulus (Linnaeus, 1758)
  - Lorius domicella (Linnaeus, 1758)
  - Lorius lory (Linnaeus, 1758)
  - Lorius hypoinochrous Gray, GR, 1859
  - Lorius albidinucha (Rothschild & Hartert, 1924)
  - Lorius chlorocercus Gould, 1856
- genre Chalcopsitta Bonaparte, 1850
  - Chalcopsitta atra (Scopoli, 1786)
  - Chalcopsitta duivenbodei Dubois, AJC, 1884
  - Chalcopsitta scintillata (Temminck, 1835)
- genre Pseudeos Peters, JL, 1935
  - Pseudeos fuscata (Blyth, 1858)
  - Pseudeos cardinalis (Gray, GR, 1849)
- genre Psitteuteles Bonaparte, 1854
  - Psitteuteles versicolor (Lear, 1831)
  - Psitteuteles iris (Temminck, 1835)
  - Psitteuteles goldiei (Sharpe, 1882)
- genre Eos Wagler, 1832
  - Eos histrio (Statius Müller, PL, 1776)
  - Eos squamata (Boddaert, 1783)
  - Eos bornea (Linnaeus, 1758)
  - Eos reticulata (Müller, S, 1841)
  - Eos cyanogenia Bonaparte, 1850
  - Eos semilarvata Bonaparte, 1850
- genre Trichoglossus Stephens, 1826
  - Trichoglossus ornatus (Linnaeus, 1758)
  - Trichoglossus forsteni Bonaparte, 1850
  - Trichoglossus weberi (Büttikofer, 1894)
  - Trichoglossus capistratus (Bechstein, 1811)
  - Trichoglossus haematodus (Linnaeus, 1771)
  - Trichoglossus rosenbergii Schlegel, 1871
  - Trichoglossus moluccanus (Gmelin, JF, 1788)
  - Trichoglossus rubritorquis Vigors & Horsfield, 1827
  - Trichoglossus euteles (Temminck, 1835)
  - Trichoglossus flavoviridis Wallace, 1863
  - Trichoglossus johnstoniae Hartert, 1903
  - Trichoglossus rubiginosus (Bonaparte, 1850)
  - Trichoglossus chlorolepidotus (Kuhl, 1820)
- genre Glossopsitta Bonaparte, 1854
  - Glossopsitta concinna (Shaw, 1791)
- genre Melopsittacus Gould, 1840
  - Melopsittacus undulatus (Shaw, 1805)
- genre Psittaculirostris Gray, JE & Gray, GR, 1859
  - Psittaculirostris desmarestii (Desmarest, 1826)
  - Psittaculirostris edwardsii (Oustalet, 1885)
  - Psittaculirostris salvadorii (Oustalet, 1880)
- genre Cyclopsitta Reichenbach, 1850
  - Cyclopsitta gulielmitertii (Schlegel, 1866)
  - Cyclopsitta diophthalma (Hombron & Jacquinot, 1841)
- genre Bolbopsittacus Salvadori, 1891
  - Bolbopsittacus lunulatus (Scopoli, 1786)
- genre Loriculus Blyth, 1849
  - Loriculus vernalis (Sparrman, 1787)
  - Loriculus beryllinus (Forster, JR, 1781)
  - Loriculus philippensis (Statius Müller, PL, 1776)
  - Loriculus camiguinensis Tello, Degner, Bates, JM & Willard, 2006
  - Loriculus galgulus (Linnaeus, 1758)
  - Loriculus stigmatus (Müller, S, 1843)
  - Loriculus amabilis Wallace, 1862
  - Loriculus sclateri Wallace, 1863
  - Loriculus catamene Schlegel, 1871
  - Loriculus aurantiifrons Schlegel, 1871
  - Loriculus tener Sclater, PL, 1877
  - Loriculus exilis Schlegel, 1866
  - Loriculus pusillus Gray, GR, 1859
  - Loriculus flosculus Wallace, 1864
- genre Agapornis Selby, 1836
  - Agapornis canus (Gmelin, JF, 1788)
  - Agapornis pullarius (Linnaeus, 1758)
  - Agapornis taranta (Stanley, 1814)
  - Agapornis swindernianus (Kuhl, 1820)
  - Agapornis roseicollis (Vieillot, 1818)
  - Agapornis fischeri Reichenow, 1887
  - Agapornis personatus Reichenow, 1887
  - Agapornis lilianae Shelley, 1894
  - Agapornis nigrigenis Sclater, WL, 1906
- genre Lophopsittacus Newton, A, 1875 †
  - Lophopsittacus mauritianus (Owen, 1866) †
- genre Necropsittacus Milne-Edwards, 1873 †
  - Necropsittacus rodricanus (Milne-Edwards, 1867) †